# Camilo Ortega
Camilo Ortega Saavedra (* 13. Dezember 1950 in Managua; † 26. Februar 1978 in Las Sabogales, Masaya) war ein nicaraguanischer Guerillero und Comandante der Frente Sandinista de Liberación Nacional (FSLN). Er fiel während einer Operation der FSLN in der nicaraguanischen Revolution im Kampf mit der Guardia Nacional de Nicaragua (GN). Er war der jüngere Bruder von Daniel und Humberto Ortega.

## Herkunft und familiärer Hintergrund
Ortegas Vater war der Lehrer Daniel Simeón Ortega Cerda (* 1905 Los Rincones/Masatepe – † 21. April 1975), seine Mutter die Grafikerin Lidia Albertina Saavedra Rivas (* 8. August 1908 La Libertad/Chontales – † 4. Mai 2005). Sein Großvater väterlicherseits war der Lehrer Marco Antononio Ortega, der in den 1920er Jahren Mitglied der Konservativen Partei war und am Instituto Nacional de Oriente in Granada u. a. den späteren Staatspräsidenten bzw. Diktator Anastasio Somoza García unterrichtete. 1934 wurde Ortegas Vater aufgrund eines veröffentlichten Briefes, in dem er die Umstände der Ermordung Augusto C. Sandinos und die Rolle Somozas kritisierte, von der GN verhaftet und misshandelt. Er sollte angeblich erschossen werden, wurde jedoch auf Bitten von Verwandten, die Beziehungen zur GN besaß, wieder entlassen. Er wurde in den 1950er Jahren Handelsvertreter für ausländische Unternehmen, vor allem westdeutsche Firmen.

## Politische und militärische Aktivität
Schon während seiner Schulzeit am Colegio La Salle in Masaya war Ortega an politischen Aktionen gegen die Somoza-Diktatur beteiligt. Er war Mitglied der Frente Estudiantil Revolucionario (FER) und trat 1966 in die FSLN ein. Hier wurde er Mitglied der Comandos Armados Sandinistas, einer Stadtguerilla, die u. a. Banküberfälle und Waffenbeschaffungen durchführte. 1969 begann er ein Ingenieursstudium an der Universidad Nacional Autónoma de Nicaragua (UNAN) in León. In León wurde er Redakteur der Zeitschrift El Universitario und reorganisierte die lokale FER. Parallel war er an Gefangenenbefreiungen beteiligt.
1972/73 erhielt Ortega in Kuba eine politisch-militärische Ausbildung. Nach seiner Rückkehr erhielt er Mitte der 1970er Jahre den Rang eines Comandante. Nach der Ermordung des bekannten Journalisten Pedro Chamorro durch die Nationalgarde am 10. Januar 1978 in Managua besetzte aus Protest ein sandinistisches Kommando unter Ortegas Führung am 2. Februar 1978 kurzfristig Granada.

## Tod

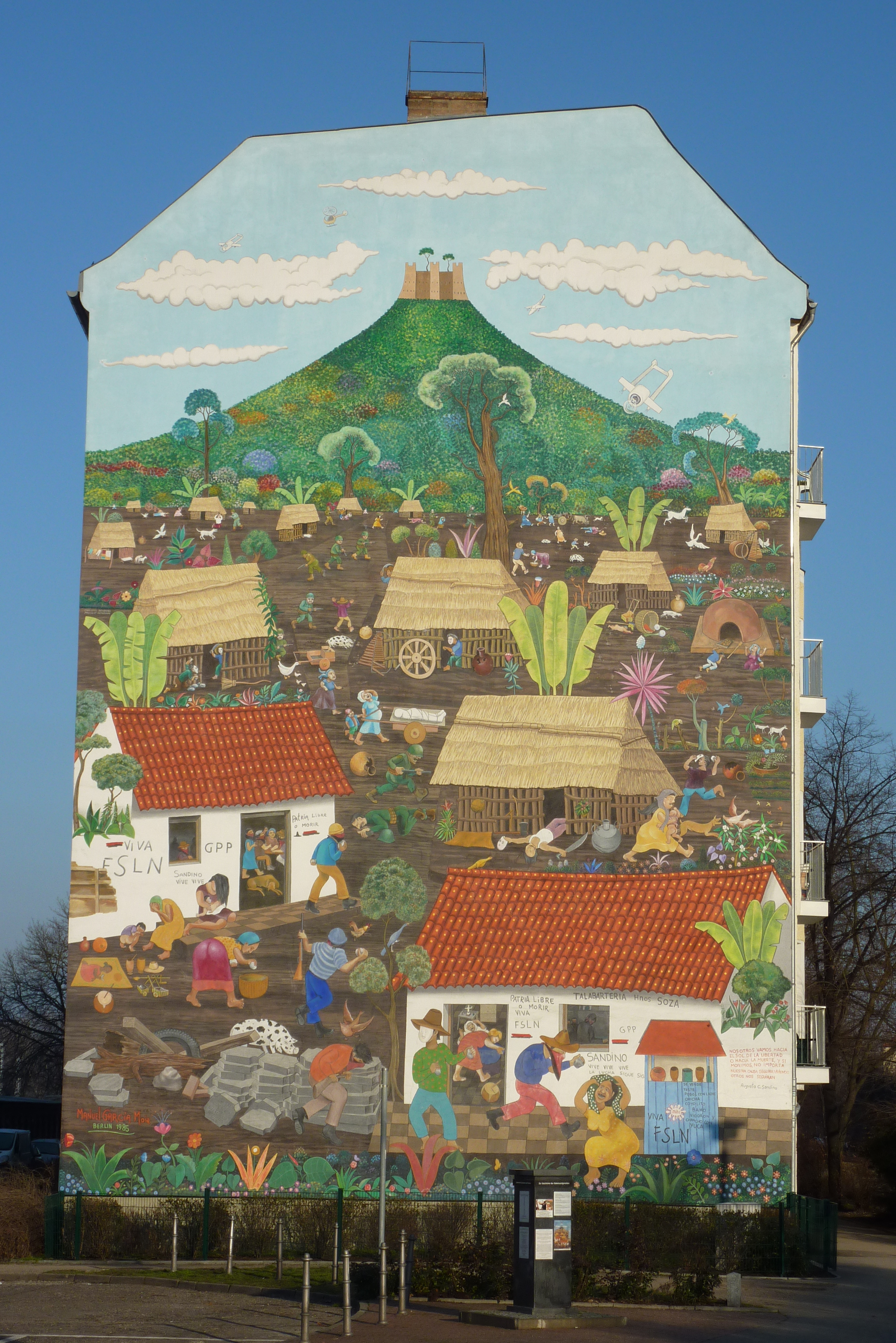
Monimbóplatz, Berlin, 207–312

Während eines lokalen Aufstands gegen die Somoza-Diktatur in Monimbó/Masaya im Februar 1978 suchte Ortega zusammen mit zwei anderen Mitgliedern der FSLN, Arnoldo Quant (spanische Schreibweise Kuant) und Rito Moises Rivera Maltez eine konspirative Wohnung  im Ortsteil Las Sabogales in Masaya auf, um sich an dem Aufstand zu beteiligen. Allerdings erhielt Ortega Warnungen, dass die Wohnung nicht sicher sei. Am 26. Februar fanden in der Umgebung des Hauses Proteste statt. Beim Eingreifen der Nationalgarde flüchteten die Demonstranten teilweise in die anliegenden Wohnhäuser, die daraufhin von der GN durchsucht wurden. Beim Eindringen von Gardisten in die konspirative Wohnung der FSLN wurden Ortega, Quant und Rivera vermutlich nach Gegenwehr erschossen; Einzelheiten sind offenbar nicht bekannt. Ihre Leichen wurden mit Hubschraubern nach Managua geflogen, Ortegas Leichnam wurde auf dem dortigen Zentralfriedhof beigesetzt. Bei weiteren Hausdurchsuchungen wurden mehrere Zivilisten von der GN erschossen, diese Aktion wurde später als Massaker von Las Sabogales bekannt.

## Erinnerungskultur
- In Juigalpa ist das Hospital Camilo Ortega Saavedra nach Ortega benannt.